# Königlich Württembergische Staats-Eisenbahnen

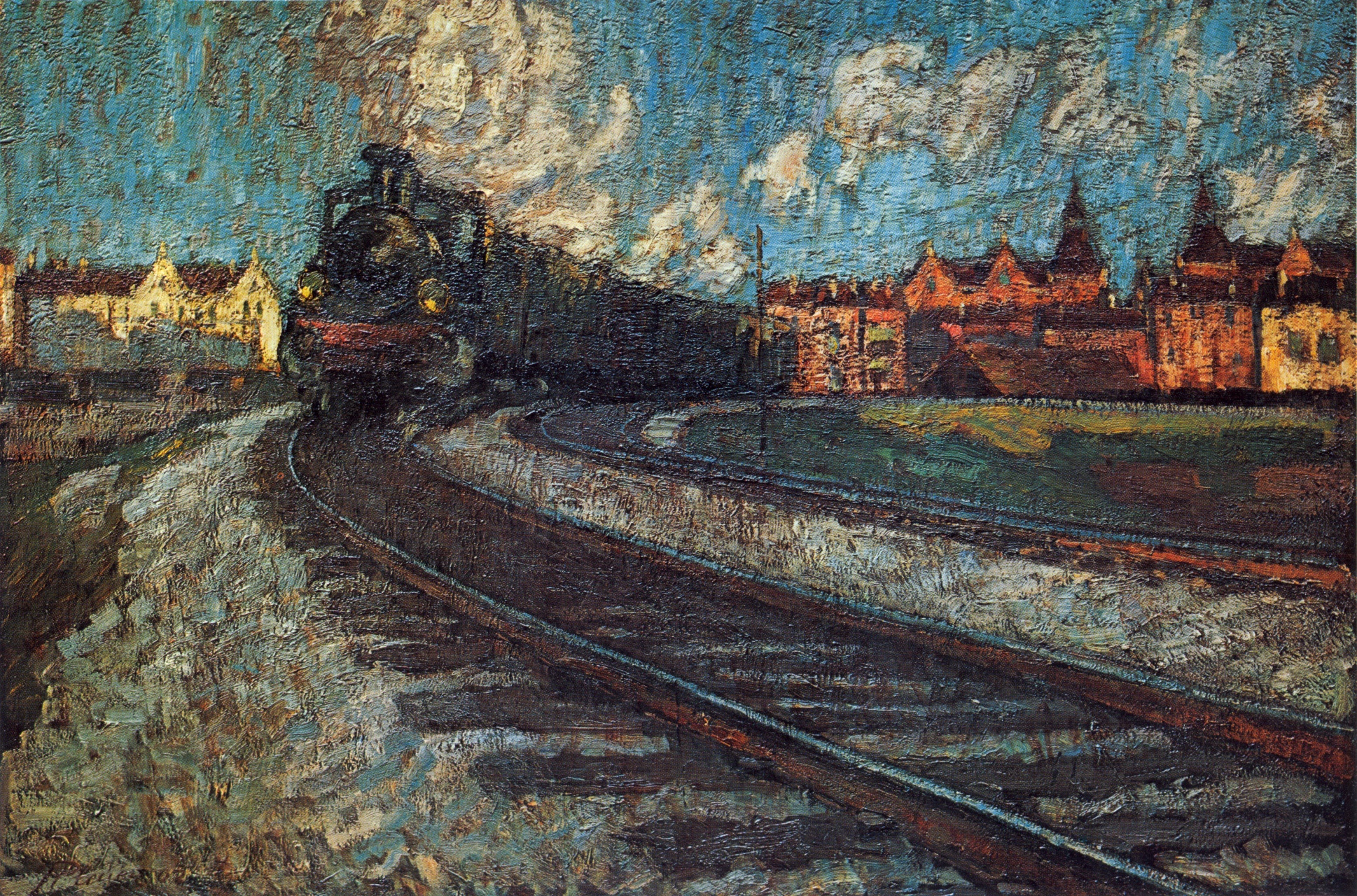
Hermann Pleuer: Ausfahrender Zug (1902)

Die Königlich Württembergischen Staats-Eisenbahnen (K.W.St.E.) waren die Staatsbahn des Königreichs Württemberg (nach 1918 freier Volksstaat Württemberg) zwischen 1843 und 1920.

## Vorgeschichte
Wie in vielen anderen Staaten des Deutschen Bundes gab es auch im Königreich Württemberg ab etwa 1825 Überlegungen, die Verkehrserschließung des Landes zu verbessern. Private Interessengruppen bildeten sich, ab 1834 befasste sich auch der Staat mit dieser Frage und gab Gutachten in Auftrag, die geeignete Lösungen aufzeigen sollten. Anträge auf Konzessionen zum Bau von Privatbahnen (z. B. von der 1836 gegründeten Württembergischen Eisenbahngesellschaft) wurden zunächst abgelehnt. Die Hauptstrecken waren als Staatsbahn vorgesehen. Damit wollten Regierung und König Interessen des Staates im Hinblick auf den lukrativ erscheinenden Transitverkehr wahren. Zur Führung der Linien in die Nachbarstaaten waren ohnehin zwischenstaatliche Verhandlungen erforderlich.
Gesetzlich wurde der Streckenbau durch das Eisenbahngesetz vom 18. April 1843 festgelegt, womit dieser Tag zum Geburtsdatum der K.W.St.E. wurde. Ausdrücklich sah das Gesetz vor, dass der Bau von Zweigstrecken auch durch Privatgesellschaften möglich sein sollte. Dieses Gesetz war zugleich der Anstoß für die Gründung der Maschinenfabrik Esslingen, die Eisenbahnfahrzeuge und Eisenbahntechnik in Württemberg maßgeblich gestaltete.

## Organisation
Das Eisenbahngesetz vom April 1843 machte eine technisch-administrative Behörde für den Bau und den Betrieb der Eisenbahnen nötig. Dazu wurde am 15. Juni d. J. eine Eisenbahnkommission eingerichtet, die zunächst dem Ministerium des Innern unterstand.
Mit einer Königl. Verordnung über die Leitung des Baues, Betriebes und der Verwaltung der Eisenbahn, Post und Telegraphen wurde am 17. Juli 1851 erstmals in Württemberg eine unter dem Finanzministerium stehende „Zentralbehörde für die Verkehrsanstalten“ geschaffen. Diese wurde unterteilt in eine Eisenbahnbaukommission, eine Postdirektion und ein Telegraphenamt für die Verwaltung des Königl. Telegraphenwesens.
Im November 1858 teilte man das Eisenbahnwesen in eine Eisenbahnbaukommission und eine Eisenbahndirektion. Dazu kam die Leitung der Bodensee- und Neckardampfschifffahrt.
Mit der Thronbesteigung von König Karl ging die Zentralbehörde für die Verkehrsanstalten an das Ministerium der auswärtigen Angelegenheiten über. Der jeweilige Minister leitete die Behörde als Generaldirektor.
Am 28. Juni 1875 erfolgte die Gründung der Generaldirektion der Königl. Verkehrsanstalten mit den Unterabteilungen Eisenbahnbaukommission, Eisenbahndirektion, Postdirektion und Telegraphendirektion. Zu deren Vorstand und selbstständigen Generaldirektor hatte man Geheimrat v. Dillenius ernannt.
Französischem und preussischen Vorbild folgend löste man am 20. März 1881 die Zentralbehörde wieder auf unterstellte die einzelnen Direktionen erneut dem Minister der Finanzen. Die neue Behörde für die Eisenbahnen trug den Namen „Generaldirektion der Staatseisenbahnen“.  Sie wurde von Direktor v. Böhm als erstem Präsidenten geleitet.  Sie gliederte sich in eine Betriebsabteilung, eine Verwaltungs- und Bauabteilung und eine Rechnungsabteilung. Der Generaldirektion der Verkehrsanstalten beigestellt war ein Beirat mit Vertretern aus Handel, Gewerbe und Landwirtschaft.
Für den Bahnaufsichts- und Bahnunterhaltungsdienst wurden Betriebsbauämter eingerichtet. Der Fahr- und Abfertigungsdienst lag bei Betriebsinspektionen und Bahnhofsverwaltungen. Die Zuständigkeit für den Zugförderungsdienst wechselte 1891 von den einzelnen Vorständen der Lokomotivwerkstätten auf den der Generaldirektion direkt unterstellten Obermaschinenmeister. Für den Eisenbahnbau waren eine Reihe von Betriebsbauämtern, Inspektionen und Bahnbausektionen zuständig.
Zum 1. April 1920 gingen auch die Königlich Württembergischen Staats-Eisenbahnen an die Deutschen Reichseisenbahnen über.

## Überblick über die Entstehung der Staatsbahnstrecken

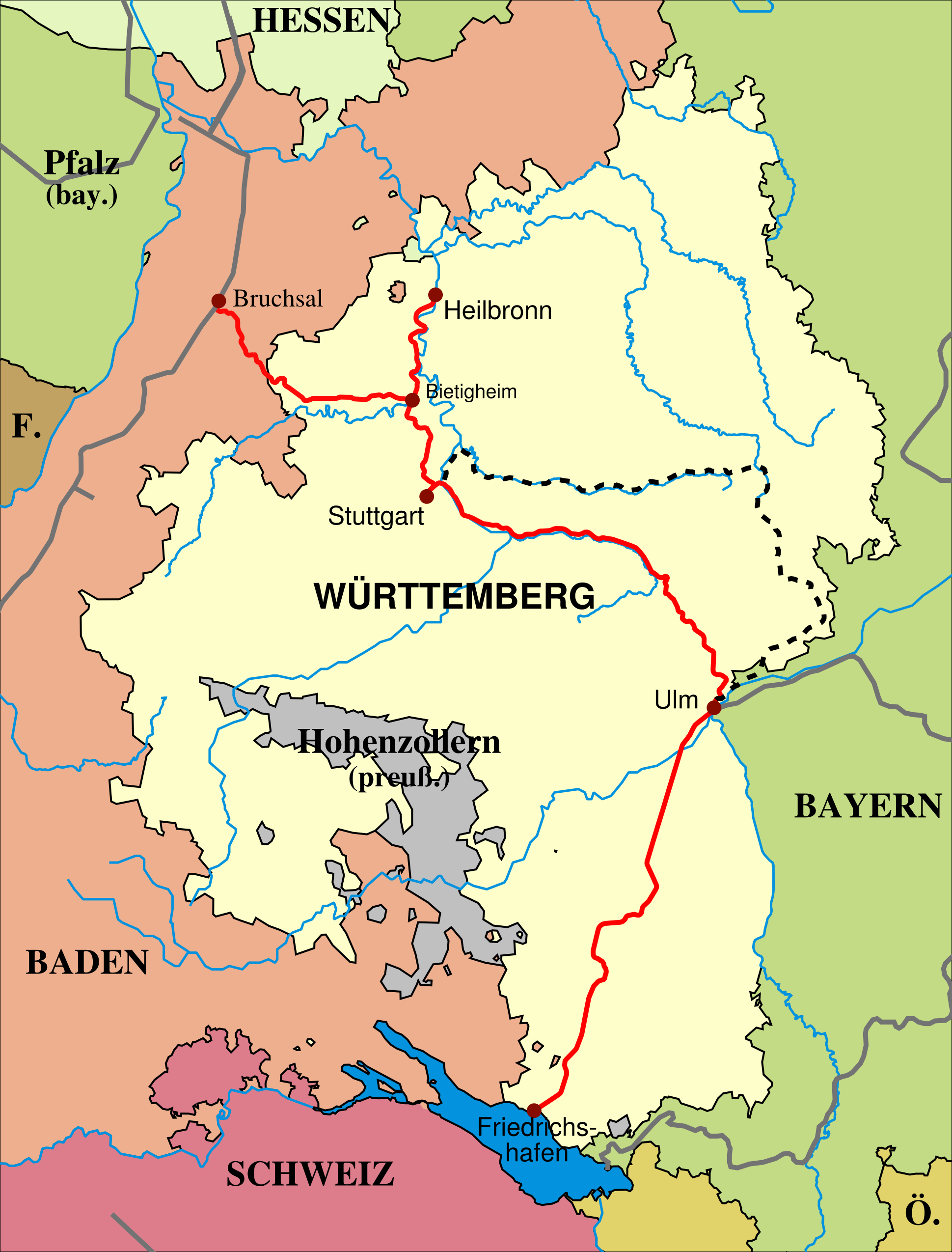
Erste Bauperiode des württembergischen Eisenbahnnetzes

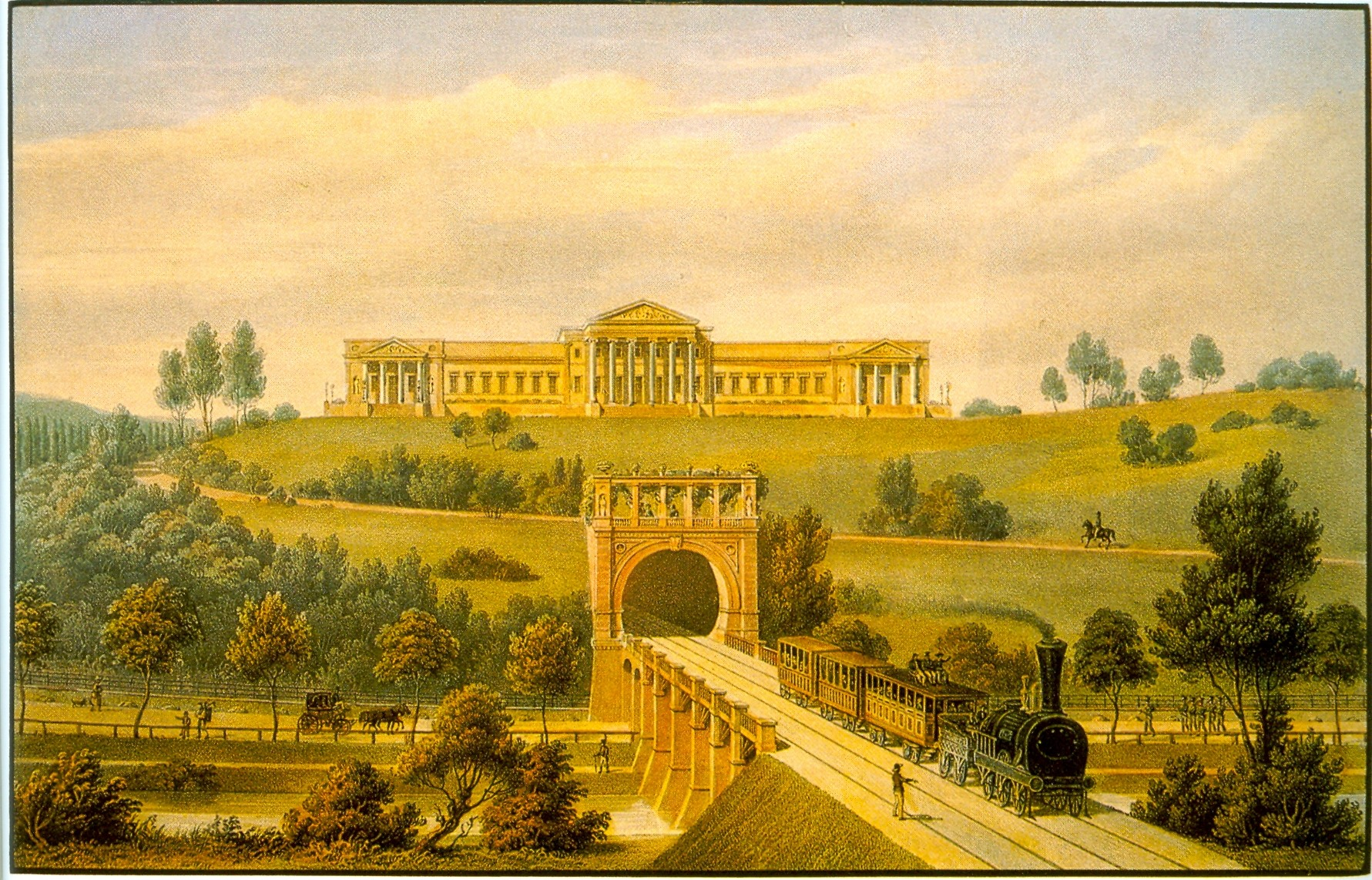
Rosensteintunnel in Cannstatt

### Stammstrecken
Im Königreich Württemberg entwickelte sich das Schienennetz zunächst mit der Zentralbahn von Stuttgart aus am Neckar entlang, einerseits über die Ostbahn nach Ulm und weiter über die Südbahn nach Friedrichshafen am Bodensee, andererseits über die Westbahn in das badische Bruchsal. Von Bietigheim zweigte die Nordbahn nach Heilbronn ab.

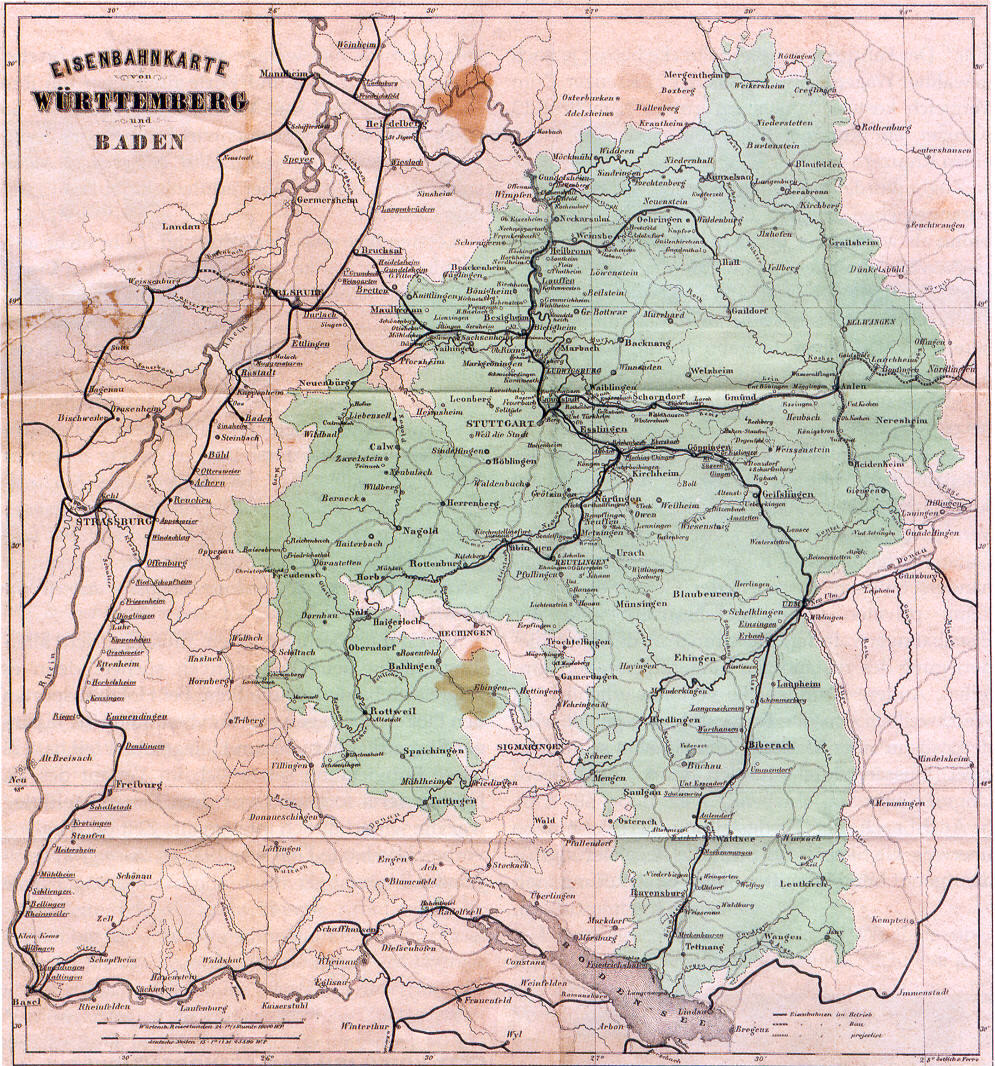
Eisenbahnkarte von Württemberg, Stand von 1863

| Datum             | Abschnittsanfang | Abschnittsende  |
| ----------------- | ---------------- | --------------- |
| 22. Oktober 1845  | Cannstatt        | Untertürkheim   |
| 7. November 1845  | Untertürkheim    | Obertürkheim    |
| 20. November 1845 | Obertürkheim     | Esslingen       |
| 15. Oktober 1846  | Cannstatt        | Ludwigsburg     |
| 14. Dezember 1846 | Esslingen        | Plochingen      |
| 11. Oktober 1847  | Plochingen       | Süßen           |
| 11. Oktober 1847  | Ludwigsburg      | Bietigheim      |
| 8. November 1847  | Ravensburg       | Friedrichshafen |
| 25. Juli 1848     | Bietigheim       | Heilbronn       |
| 26. Mai 1849      | Biberach         | Ravensburg      |
| 14. Juni 1849     | Süßen            | Geislingen      |
| 1. Juni 1850      | Biberach         | Ulm             |
| 29. Juni 1850     | Geislingen       | Ulm             |
| 1. Oktober 1853   | Bietigheim       | Bretten         |
| 1. Juni 1854      | Ulm              | Neu-Ulm         |

### Ergänzungen der Stammstrecken
Nach mehrjähriger Pause begann der Bau der Oberen Neckarbahn, die von Plochingen aus 1859 Reutlingen, 1861 über Tübingen die Bischofsstadt Rottenburg am Neckar sowie 1864/66 zunächst Eyach und dann den späteren Knoten Horb am Neckar erreichte.
Im östlichen Württemberg wurde die Remsbahn von Cannstatt 1861 über Schorndorf–Aalen bis Wasseralfingen erbaut und 1863 in Nördlingen der Anschluss an die bayerische Ludwig-Süd-Nord-Bahn hergestellt.
Die Kocherbahn durchzog ab 1862 von Heilbronn aus die Hohenloher Ebene bis Schwäbisch Hall und ab 1867 bis Crailsheim, wo bereits 1866 die Züge der Oberen Jagstbahn aus Aalen eintrafen und 1869 die Taubertalbahn nach Mergentheim anschloss.
Eine Querverbindung durch die Ostalb von Aalen nach Ulm sollte die Brenzbahn bieten, die 1864 bis Heidenheim an der Brenz eröffnet wurde, aber erst 1875/76 ihr Ziel erreichte. Der Kurort Wildbad im Schwarzwald wurde 1868 mit der Enztalbahn an den badischen Knotenpunkt Pforzheim angeschlossen.
Von Heilbronn aus verlängerte man die Untere Neckarbahn 1866 bis Jagstfeld und von hier aus drei Jahre später die Untere Jagsttalbahn nach Osterburken; in beiden Stationen entstanden weitere Anschlüsse an die Großherzoglich Badischen Staatseisenbahnen.
Die Obere Neckarbahn erreichte 1867/68 von Horb aus Rottweil und 1869 Tuttlingen, von wo aus 1870 der Lückenschluss nach Immendingen an der badischen Schwarzwaldbahn hergestellt wurde.

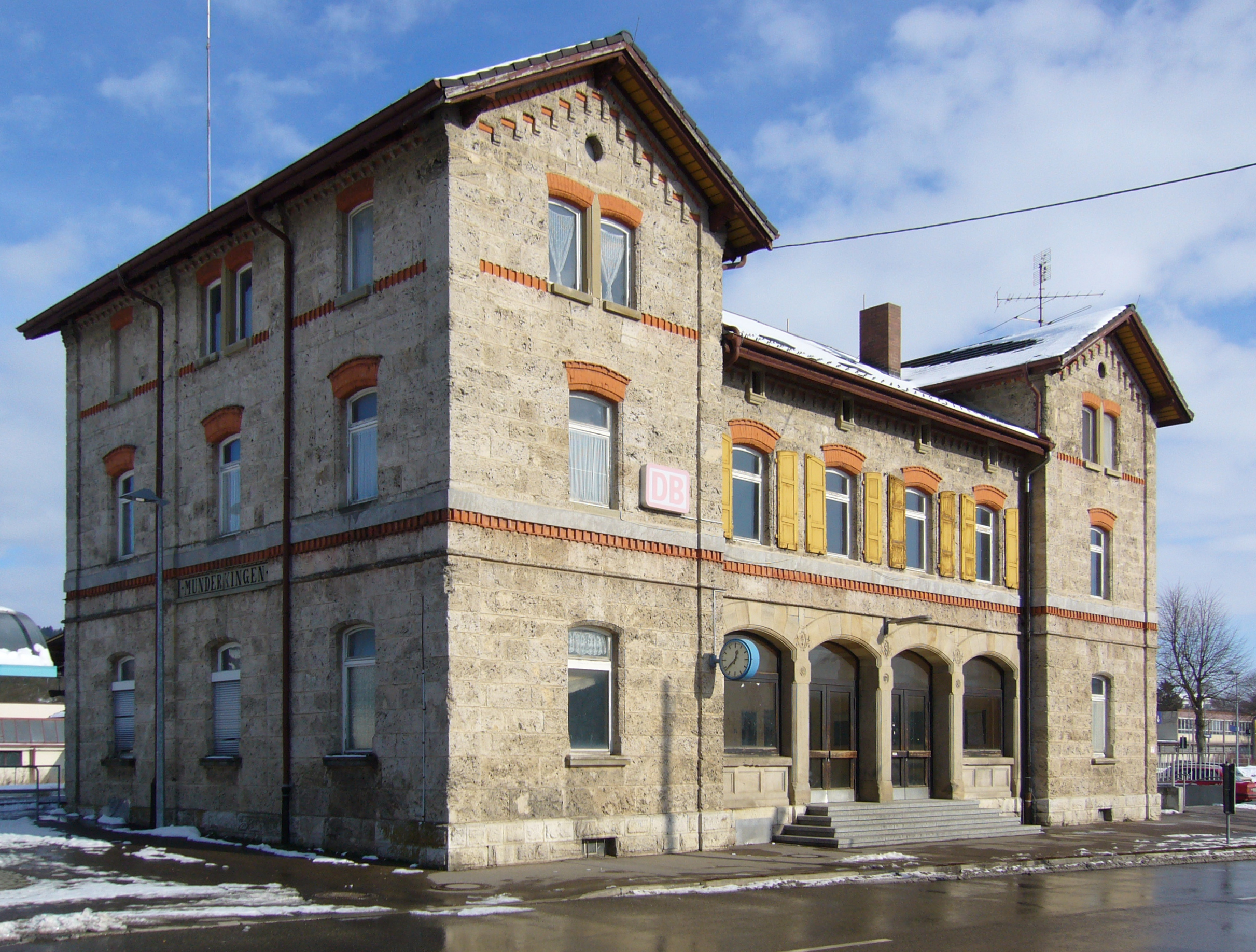
Bahnhofsgebäude der K.W.St.E. in Munderkingen an der Donau

Von Ulm aus baute man die Bahnstrecke Ulm–Sigmaringen zunächst 1868 bis Blaubeuren, bevor 1869 Ehingen (Donau), 1870 Scheer und schließlich 1873 Sigmaringen erreicht war. Weitere sechs Jahre dauerte es, bis die Zollernalbbahn die Verbindung von Tübingen herstellte, die bereits 1869 Hechingen und 1874 Balingen erreicht hatte.
Die Schwarzwaldbahn zweigte 1868/69 in Zuffenhausen nach Weil der Stadt ab und gelangte 1872 bis zur Stadt Calw und weiter nach Nagold; 1874 verkehrte die Nagoldbahn durchgehend von Pforzheim über Calw-Nagold bis Horb.
Im Herbertingen zweigte ab 1869 die württembergische Allgäubahn über Saulgau und Aulendorf nach Waldsee ab. Dort ging es 1870 bis Kißlegg und 1872 bis Leutkirch im Allgäu weiter; 1874 wurde Isny Bahnstation.
Anschließend verdichtete die Staatsbahn ihr Netz noch durch den Bau folgender Strecken:
- 1876–1880 Murrtalbahn Waiblingen–Backnang–Schwäbisch Hall-Hessental nebst Abzweig Backnang–Bietigheim/Ludwigsburg
- 1878–1880 Kraichgaubahn Heilbronn–Eppingen
- 1879–1886 Bahnstrecke Stuttgart–Horb, Bahnstrecke Eutingen im Gäu–Schiltach
- 1886–1889 Bahnstrecke Leutkirch–Memmingen
- 1892–1893 Echazbahn Reutlingen–Lichtenstein–Münsingen

1913 wies die Statistik folgende Zahlen aus:
- Streckenlänge (einschließlich Privatbahnen): 2.256 km
- Stationen: 639

Nach dem Ersten Weltkrieg beendete die Reichsverfassung von 1919 die Eigenständigkeit des württembergischen Eisenbahnwesens. Durch einen Staatsvertrag zwischen dem Deutschen Reich und den Ländern gingen am 1. April 1920 unter anderem die Württembergischen Staatseisenbahnen (der Zusatz Königlich war mit der Abdankung König Wilhelms II. am 30. November 1918 hinfällig geworden) in das Eigentum des Reiches über und bildete zusammen mit den ehemaligen Staatsbahnen Bayerns, Preußens, Sachsens, Badens, Mecklenburgs und Oldenburgs den Grundstock der zum 1. April 1920 gegründeten Reichsbahn.

## Werkstätten
Während seit 1844 Bau und Reparaturen an den Lokomotiven, Wagen und sonstigen Betriebsmaschinen großenteils bei der von den Staatseisenbahnen privat eingerichteten Maschinenfabrik Eßlingen ausgeführt wurden, standen für Wagenreparaturen anfangs nur die am ersten Heilbronner Bahnhof eingerichteten Werkstätten zur Verfügung. Deswegen entstand 1869 in Cannstatt eine Centrale Wagenwerkstätte, die zur Keimzelle des Ausbesserungswerkes wurde.

## Fahrzeuge

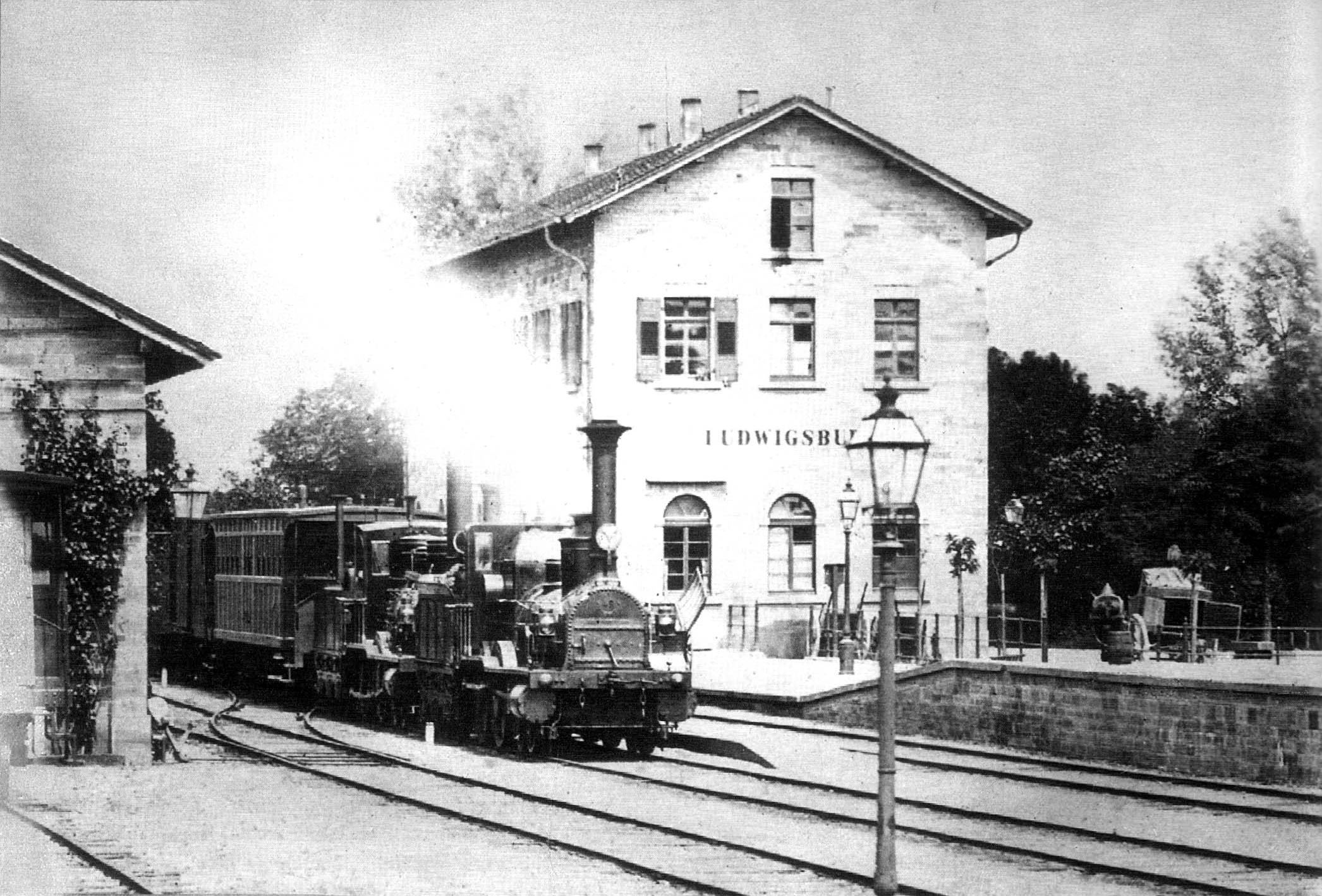
Zwei Lokomotiven der Klasse III im Bahnhof Ludwigsburg, zirka 1860

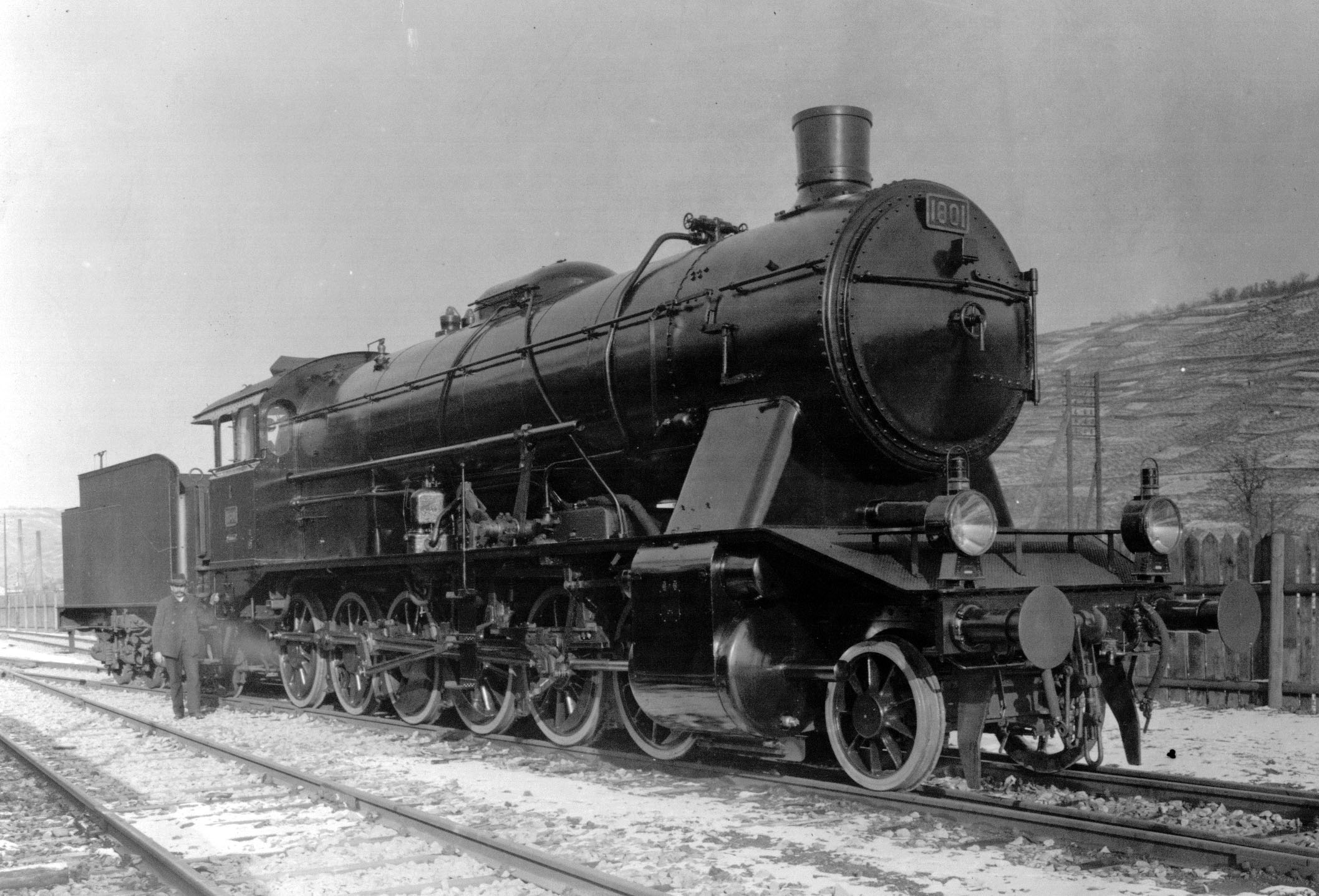
Württembergische K von 1917

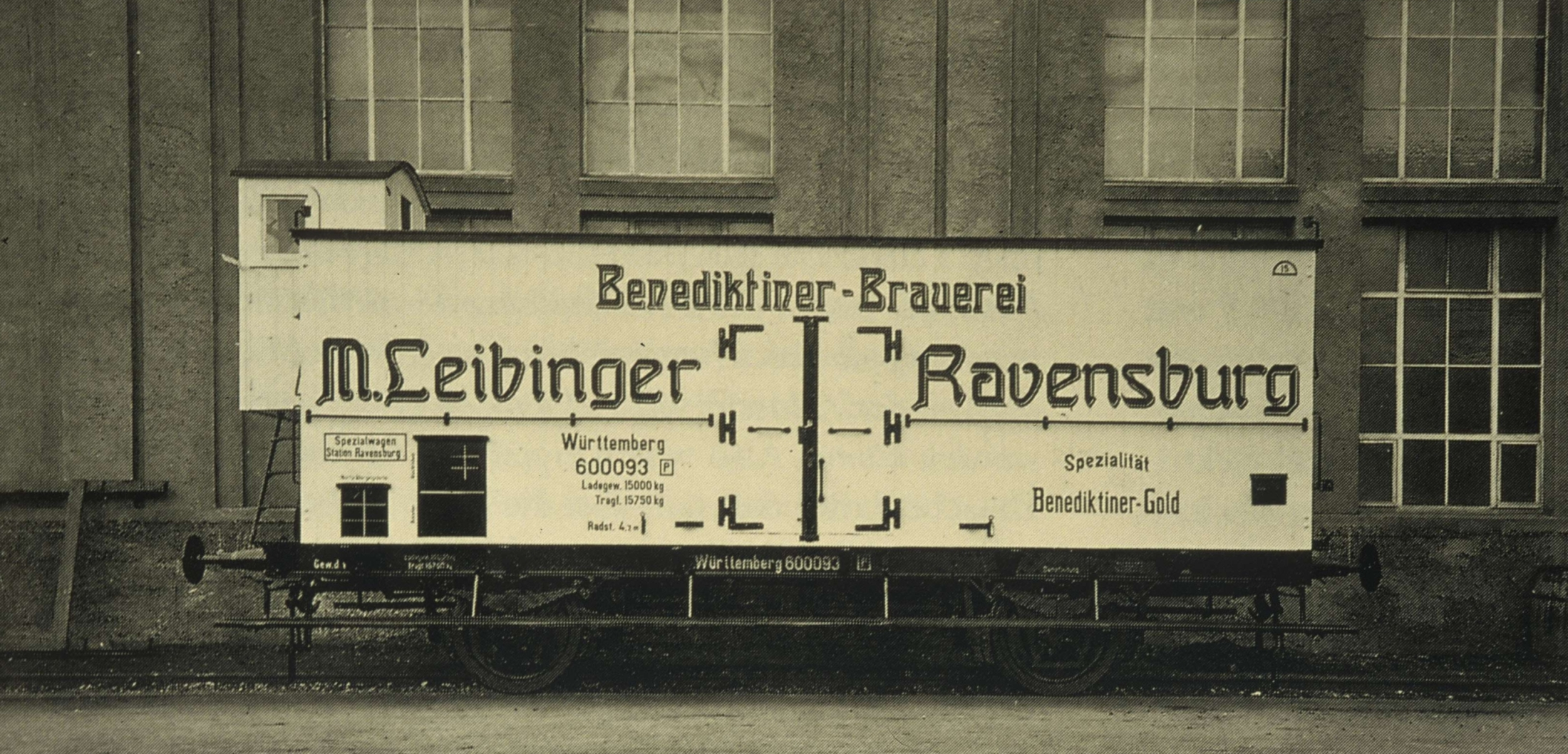
Bierwagen von 1912

Bahntechnisch ließ sich die K.W.St.E. bis etwa 1865 nicht – wie die meisten deutschen Staaten – vom englischen, sondern vom US-amerikanischen Vorbild leiten. Für die Fahrzeuge – sowohl für Lokomotiven als auch für Wagen – bedeutete dies zum Beispiel den Einsatz von Großraumwagen sowie die Verwendung von Drehgestellen. Dieser fortschrittliche Weg wurde durch starke Einflüsse hauptsächlich aus Preußen vorübergehend wieder aufgegeben. Die Farbgebung der Fahrzeuge wechselte mehrfach.
1913 wies die Statistik folgende Zahlen aus:
- Lokomotiven: 855
- Triebwagen: 17
- Personenwagen: 2.394
- Post- und Gepäckwagen: 760
- Güterwagen (einschl. Bahndienstwagen): 14.565

### Triebfahrzeuge
Zuständig für Beschaffung und Umbau von Lokomotiven war von 1885 bis 1896 unter anderem Obermaschinenmeister Adolf Klose. Unter seiner Führung wurden erstmals Verbundlokomotiven und Zahnradlokomotiven beschafft. Er konstruierte auch ein Triebwerk zur Verbesserung des Kurvenverhaltens von Lokomotiven.
Ihm folgte Eugen Kittel. Er führte den Heißdampf in Württemberg ein. Unter seiner Führung wurden unter anderem Dampftriebwagen Bauart Kittel, die Schnellzuglokomotiven Württembergische C und Güterzuglokomotiven Württembergische K in Dienst gestellt. Getestet wurden auch Benzin- und Akkumulatortriebwagen.
Eine Zusammenstellung und Auflistung der bei den württembergischen Staatseisenbahnen zum Einsatz gekommenen Triebfahrzeuge ist auf der Seite Liste der württembergischen Lokomotiven und Triebwagen zu finden.

### Salonwagen
Ein erster Salonwagen für den König ist für 1853 belegt. Einen Hofzug gab es im Königreich Württemberg spätestens ab 1864, als dafür ein Heizwagen gebaut wurde. Die Züge wurden in der Regel durch Personenwagen ergänzt, die sonst dem öffentlichen Verkehr dienten, von dort stammten auch die Gepäckwagen.
| Wagen           | Beschafft | Ausgemustert | Achsen | Technische Daten | Nr. | Anmerkung                                                                         |
| --------------- | --------- | ------------ | ------ | ---------------- | --- | --------------------------------------------------------------------------------- |
| Salonwagen      | 1853      | 1894         | 3      | Länge 14,47 m    |     | Bau der eisenbahneigenen Werkstatt Später mit Drehgestellen ausgestattet          |
| „Cavalierwagen“ | 1863      |              | 2      | Länge 8,75 m     | 049 |                                                                                   |
| Heizwagen       | 1864      |              | 2      | Länge 8,25 m     | 033 |                                                                                   |
| Dienerwagen     | 1866      |              |        |                  | 055 |                                                                                   |
| Salonwagen      | 1866      |              |        |                  | 056 |                                                                                   |
| Abteilwagen     | 1873      |              | 3      |                  | 022 | Eigenbau der Eisenbahnwerkstatt Cannstatt                                         |
| Abteilwagen?    | 1873?     |              | 3      |                  | 023 | Später von Königin-Witwe Olga genutzt.                                            |
| Salonwagen      | 1887      |              | 4      |                  | 02  | Umgebaut 1893                                                                     |
| Salonwagen      | 1894      |              | 4      |                  | 722 | Maschinenfabrik Esslingen Konnte in Durchgangszüge eingestellt werden             |
| Salonwagen      | 1904      |              | 6      |                  |     | Blau lackiert; zusätzlicher, repräsentativer Mitteleingang mit zweiflügeliger Tür |

### Schiffe
Zu den Bodensee-Dampfschiffen der Staats-Eisenbahnen gehörte das 1909 gebaute und 1944 zerstörte Salondampfschiff Friedrichshafen. Nach Renovierung im Zeitraum 1984 bis 1990 ist das 1913 gebaute Dampfschiff Hohentwiel wieder am Bodensee im (Charter-)Dienst.